# Katzenthal
Katzenthal é uma comuna francesa na região administrativa de Grande Leste, no departamento Alto Reno. Estende-se por uma área de 3,51 km². Em 2010 a comuna tinha 562 habitantes (densidade: 160,1 hab./km²).